# Hamlet Mychitarian (1962–1996)
Hamlet Mychitarian (orm. Համլետ Մխիթարյան, ur. 14 września 1962 w Erywanie, zm. 6 maja 1996 tamże) – ormiański piłkarz grający na pozycji napastnika, reprezentant kraju. Ojciec Henricha, późniejszego piłkarza kilku zachodnioeuropejskich klubów i także reprezentanta Armenii.
Hamlet Mychitarian był jednym z najlepszych zawodników Wyższej ligi ZSRR w swoich latach. Reprezentował barwy Araratu Erywań, Kotajku Abowian, ASOA Valence oraz ASA Issy.

## Kariera piłkarska
Hamlet Mychitarian karierę piłkarską rozpoczął w 1980 roku Araracie Erywań, dla którego w latach 1980–1987 w Wyższej lidze ZSRR rozegrał 170 meczów, w których zdobył 46 goli. W sezonie 1984 z 18 zdobytymi golami zajął 2. miejsce w klasyfikacji strzelców, ustępując jedynie klubowemu koledze, Siergiejowi Andriejewowi (19 goli), a klub zakończył rozgrywki ligowe na 11. miejscu. Mychitarian dostał od magazynu pt. Soviet Warrior nagrodę Knight of Attack – przeznaczonej dla zawodnika, który w sezonie najczęściej zdobywał trzy lub więcej goli (Mychitarian w sezonie 1984 zdobył trzy hat tricki).
Następnie w latach 1988–1989 reprezentował barwy występującego w Pierwaja lidze ZSRR Kotajku Abowian. W lipcu 1989 roku, dzięki Abrahamowi Hajrapetjanowi, który mieszkał we Francji, zajmował się głównie organizacją tras sowieckich zawodników do Europy oraz pomógł Mychitarianowi przenieść się do Valence, gdzie został zawodnikiem występującego wówczas w Championnat National ASOA Valence, klubu założonego przez Ormianów zamieszkujących Francję. Dzięki temu jest uważany za jednego z pierwszych ormiańskich piłkarzy, grających na zachodzie. W sezonie 1991/1992 awansował do Division 2. Z klubu odszedł po sezonie 1993/1994. Następnie został zawodnikiem ASA Issy, również klubu założonego przez Ormianów zamieszkujących Francję. Na początku 1995 roku dowiedział się, że ma guza mózgu, w związku z czym zakończył piłkarską karierę i wrócił do Erywaniu, chcąc umrzeć w domu, w otoczeniu rodziny. Po trzech operacjach w ciągu roku, Mychitarian zmarł 6 maja 1996 roku.

## Kariera reprezentacyjna
Hamlet Mychitarian w 1994 roku w reprezentacji Armenii rozegrał 2 mecze, wszystkie w ramach eliminacji mistrzostw Europy 1996: 7 września 1994 roku na Stade Constant Vanden Stock w Anderlechcie z reprezentacją Belgii (0:2) oraz 8 października 1994 roku na Stadionie Hrazdan w Erywaniu z reprezentacją Cypru (0:0), w którym w 80. minucie został zastąpiony przez Warazdata Awetisjana.

## Statystyki

### Reprezentacyjne
| Reprezentacja | Rok     | Mecze | Gole |
| ------------- | ------- | ----- | ---- |
| Armenia       | 1994    | 2     | 0    |
| Łącznie       | Łącznie | 2     | 0    |

| Mecze i gole w reprezentacji | Mecze i gole w reprezentacji | Mecze i gole w reprezentacji | Mecze i gole w reprezentacji | Mecze i gole w reprezentacji | Mecze i gole w reprezentacji | Mecze i gole w reprezentacji |
| Lp.                          | Data                         | Miasto                       | Przeciwnik                   | Wynik                        | Rozgrywki                    | Uwagi                        |
| Armenia                      | Armenia                      | Armenia                      | Armenia                      | Armenia                      | Armenia                      | Armenia                      |
| ---------------------------- | ---------------------------- | ---------------------------- | ---------------------------- | ---------------------------- | ---------------------------- | ---------------------------- |
| 1.                           | 07.09.1994                   | Anderlecht                   | Belgia                       | 0:2                          | El. Euro 1996                | 90'                          |
| 2.                           | 08.10.1994                   | Erywań                       | Cypr                         | 0:0                          | El. Euro 1996                | do 80'                       |

## Sukcesy

### Zawodnicze
ASOA Valence
- Awans do Division 2: 1992

### Indywidualne
- Knight of Attack: 1984

## Życie prywatne
Hamlet Mychitarian był żonaty z Mariną Taszian, późniejszą wieloletnią szefową departamentu reprezentacji narodowej w Armeńskiej Federacji Piłkarskiej oraz członkinią Komitetu Wykonawczego tej federacji. Miał z nią dwójkę dzieci: córkę Monicę (obecnie pracuje w kwaterze głównej UEFA w Nyonie) oraz syna Henricha (ur. 1989), piłkarza czołowych europejskich klubów, kapitana reprezentacji Armenii. Mieszkali w dzielnicy Erywaniu, Kenstron.
Styl gry Hamleta Mychitariana jest często porównywany do stylu gry jego syna, Henricha.